# کمپبلتاون، نیو ساوت ولز
کمپبلتاون (انگلیسی: Campbelltown, New South Wales) یکی از شهرهای ایالت نیوساوت ولز در کشور استرالیاست. این شهر یک ناحیه حومه ای سیدنی محسوب می‌شود و در 50 کیلومتری غرب مرکز شهر سیدنی قرار گرفته است. نام شهر از Elizabeth Campbell گرفته شده است.